# Кодзима Икэн
Кодзима Икэн (яп. 児島惟謙 Кодзима Икэн, иногда Кодзима Корэката) — японский политик, юрист, председатель Верховного суда в 1891—1892 годах.

## Биография
Родился 7 марта 1837 года в семье самурая. Службу в Министерстве юстиции Японии начал проходить в 1871 году. Через двадцать лет был назначен председателем Верховного суда, однако в 1892 году был вынужден уйти в отставку из-за скандала. После этого был членом Палаты пэров и Палаты представителей.
Скончался 1 июля 1908 года в возрасте 71 года.

## Инцидент в Оцу
За пять дней до случившегося Кодзима Икэн был назначен председателем Верховного суда .

Дневник Кодзимы Икэна, описывающий инцидент в Оцу, был опубликован только в 1931 году.

7 [19] мая императорским указом была введена предварительная цензура публикующихся материалов, связанных с иностранными делами.

покушение на жизнь цесаревича Николая Александровича, осуществлённое в японском городе Оцу 29 апреля [11 мая] 1891 года.

На время его работы председателем Верховного суда пришлось разбирательство покушения на жизнь цесаревича Николая Александровича, совершённого полицейским Цудой Сандзо. Японское правительство настаивало на вынесении смертного приговора, хотя действовавшее законодательство такое наказание для нападавшего не предусматривало.
Часть членов японского правительства допускала возможность организации убийства Цуды Сандзо и последующее объявление о его смерти «в результате болезни». Большинство же считало необходимым судить полицейского военным судом с вынесением смертного приговора. Меж тем по законам мирного времени действия Цуды Сандзо квалифицировались как попытка предумышленного убийства, что наказывалось пожизненной каторгой. В числе прочего материалы расследования включали множество фотоснимков сделанных В. Д. Менделеевым.
К моменту инцидента в Оцу статья, предусматривавшая наказание за нападение на представителей царских семей и миссий иностранных государств, так и не была принята. Для возможности вынесения смертного приговора члены правительства планировали задействовать 116-ю статью Уголовного кодекса, цитата: «лица, причиняющие зло императору, императрице, наследному принцу, подвергаются смертной казни», подразумевая её широкое толкование. 
На фоне давления властей дело было передано из окружного в ведение Верховного суда. Юрист выступил категорически против применения 116-й статьи и утверждал, что «имеет место попирание Конституции и оказывается внешнее давление на юрисдикцию»; согласно 57-й статье Конституции судебная власть была независима.
12 [24] мая с Кодзимой Икэном встретились премьер-министр Мацуката Масаёси и министр сельского хозяйства и торговли Муцу Мунэмицу. Последний напирал на то, что в тексте 116-й статьи упоминается просто «тэнно» («император»), а не «японский тэнно». Однако, по замечанию Кодзимы, когда в 1880 году Гэнроин пересматривал уголовное законодательство, упоминание «японского императора» было убрано специально, поскольку слово «тэнно» относилось исключительно к руководителю Страны восходящего солнца. Позицию Кодзимы по вопросу неприменения 116-й статьи поддерживали и некоторые другие юристы; он отвергал возможность мести со стороны России в случае, если смертный приговор не будет вынесен.
Судьями в деле об инциденте в Оцу выступили семеро юристов: Цуцуми Масами (председатель), Иноуэ Масакадзу, Нака Садамаса, Такано Санэсон, Ясуи Сюдзо, Киносита Тэцусабуро и Хадзи Цунэсукэ; Кодзима в личных беседах убеждал их не поддаваться давлению со стороны правительства.
Рассмотрение дела по существу при закрытых дверях началось после полудня 15 [27] мая; на слушании присутствовал в том числе и Кодзима Икэн. Следом за изложением генеральным прокурором Миёси Тайдзо сути дела и требованием вынесения смертного приговора, в защитной речи Танидзава, один из адвокатов Цуды, выразил надежду «не угодничая перед Россией, уладить дело, опираясь на японские законы». После прения сторон был объявлен перерыв.
Решение было оглашено в шесть часов вечера; в его основу легли три статьи Уголовного кодекса: 
292-я, 112-я и 113-я (первая часть). 
Шестью голосами из семи судьи постановили: «В соответствии с законом, преступление квалифицируется как покушение на убийство… подсудимый Сандзо приговаривается к пожизненным каторжным работам».
Хотя непосредственно в разбирательстве дела Кодзима не участвовал, он, однако, в личных беседах убеждал задействованных судей не поддаваться давлению со стороны правительства. По мнению японоведа Дональда Кина, «наиболее важным результатом» инцидента в Оцу, благодаря мужеству Кодзимы, явилось «укрепление японской судебной системы».По словам другого исследователя, Рёсукэ Исии, решение стало «ярким примером независимости судебной власти от исполнительной».